# Кампитело
Кампитело (фр. Campitello) насеље је и општина у Француској у региону Корзика, у департману Горња Корзика која припада префектури Бастија.
По подацима из 2011. године у општини је живело 115 становника, а густина насељености је износила 13,99 становника/km². Општина се простире на површини од 8,22 km². Налази се на средњој надморској висини од 500 метара (максималној 1.231 m, а минималној 112 m).

## Демографија
| 1962. | 1968. | 1975. | 1982. | 1990. | 1999. | 2011. |
| ----- | ----- | ----- | ----- | ----- | ----- | ----- |
| 125   | 143   | 119   | 102   | 91    | 103   | 115   |

График промене броја становника у току последњих година